# Ženski roman
Ženski roman je oznaka dolge pripovedne proze 19. stoletja z žensko glavno osebo. 

## Nastanek in razvoj ženske književnosti in ženskega romana
V 18. stoletju je s terminom ženska književnost mišljena predvsem književnost za ženske, pri čemer so jo le včasih ženske tudi pisale. Vse od razsvetljenstva so bile ženske pomembno literarno ciljno občinstvo, pisci pa so bili večinoma moški. Ženska književnost je bila sprva deležna znanstvene pozornosti v okviru raziskovanja trivialne literature (npr. ljubezenski in doktorski roman). Termin ženski roman je specifičen pojem znotraj ženske književnosti in izhaja iz nemške literarne vede. Za ustanoviteljico in eno glavnih predstavnic nemškega ženskega romana velja Eugenie Marlitt, na Slovenskem so veliko brali tudi Hedwig Courths-Mahler.

## Začetki slovenske ženske književnosti
Ženska je bila v tradiciji slovenske pripovedne proze, ki se je začela sredi prve polovice 19. stoletja, najprej glavna oseba v popularnih pripovednih žanrih, v ženski svetniški povesti in v dekliški vzgojni povesti. Literarna zgodovina ženskega avtorstva ni upoštevala, ker se ženske niso odločale za pisanje nacionalno relevantnih žanrov (kmečke in zgodovinske povesti).

## Značilnosti slovenskega ženskega romana
Glavna oseba in pogosto tudi naslovna oseba je mlado, revno in osamljeno ali sirotno dekle meščanskega stanu, ki spominja na pravljični lik Pepelke. Izbralo si je napačnega partnerja, vendar ji ga do konca romana uspe nadomestiti s primernejšim (ljubezenski trikotnik), kar pomeni srečen konec. Osrednji motiv je ljubezen (spolnosti v  njem še ni), zato ga lahko razumemo kot tip ljubezenskega romana. Prostor dogajanja je mestno-grajski. Eno od pogostejših motivacijskih sredstev je bolezen. Prepoznavna značilnost slovenskega ženskega romana je tudi kategorični imperativ ali moralna maksima, ki se ji junakinja brezpogojno podreja v vseh kritičnih trenutkih. O ženskem romanu govorimo le do konca 19. stoletja, od tedaj naprej pa samo še  o ženski književnosti.

## Avtorici slovenskega ženskega romana
- Luiza Pesjak (1828–1898). Njen roman Beatin dnevnik (1887) je značilni predstavnik ženskega romana takratne dobe in je pod močnim estetskim in tematskim vplivom nemškega ženskega romana.
- Pavlina Pajk (1854–1901) je napisala 6 romanov, 8 novel in 8 povesti, ki povečini ustrezajo določilom ženskega romana. Romani se dogajajo v podeželski graščini, novele v meščanski vili s parkom, povesti pa na vasi. Njene ženske romane lahko razumemo kot funkcijski ekvivalent določenega tipa pravljic, npr. Pepelke.

Josipina Turnograjska (1833–1854) ni utegnila napisati nobenega daljšega dela. V njeni kratki prozi nastopajo ženske kot božanstva, kot nosilke naravne moči in poguma, nadzemeljske lepote, kot zaščitnice ljubezni in dosmrtne zakonske zveze.

## Ženska književnost v 20. stoletju
V novejši slovenski prozi so literarne pisave  zelo raznolike, pogosto pa z ironijo in sarkazmom razbijajo ustaljene literarne vzorce in polemizirajo s pojmom ženskega v književnosti.  Sodobna ženska književnost pogosto  prinaša brezobzirno analizo t. i. ženskih vzorcev vedenja in se kritično loteva zlasti v medijih opazne stereotipne podobe ženske. Tudi  ženske glavne osebe so drugačne: njihov cilj ni poroka, ampak samostojno, ločeno življenje, zato so v koncu romanov ločene celo tiste ženske, ki so bile na začetku poročene.

## Prozaistke v 20. stoletju
Zofka Kveder (prva avtorica ženske umetniške, feministično obarvane literature), Mimi Malenšek, Mira Mihelič, Marjeta Novak Kajzer (njen roman Kristina (1985) prinaša poseben, izrazito ženski pogled na erotiko in čutnost), Berta Bojetu-Boeta (v romanu Filio ni doma (1990)  prvič v zgodovini slovenske književnosti pisateljica iz izrazito ženske perspektive spregovori o skrajno brutalni podobi sveta), Nada Gaborovič, Nedeljka Pirjevec, Zlata Vokač, Marija Vogrič, Maja Novak, Katarina Marinčič, Brina Svit, Vesna Milek itd.